# 中川素州
中川 素州（、1971年〈昭和46年〉8月21日 - ）は、日本の俳優、スーツアクターである。東京都出身。

## 人物
ジャパンアクションクラブ（現・ジャパンアクションエンタープライズ）17期生。
劇団新感線の舞台などに俳優としても出演しているが、スーツアクターとしての活動が有名である。特に166.5センチメートルという男性の中では小柄な身長ということで、戦隊シリーズのヒロイン役のスーツアクターを務めることが多かった。また、『超力戦隊オーレンジャー』（1995年）以降の作品のピンク戦士のほとんどを演じていた。
2002年以降はヒロイン役を女性が担当することになって出番は少なくなり、代役などで出演していたが、2006年に『轟轟戦隊ボウケンジャー』でボウケンピンクを演じることになり、再び戦隊番組にレギュラーで復帰した。3月中は怪我のため出演しなかった。
私生活では2004年に結婚。その時、西岡竜一朗や山本康平といった、戦隊役者も祝福に駆けつけていたという。340プレゼンツの「兄祭」、「桃祭」、そしてTOKIYAでの柴田かよこのイベントにもゲスト出演した。
趣味はファミコン、特技はバスケットボール。
2010年をもってジャパンアクションエンタープライズを退社。office 魁を経て、現在は宝井プロジェクトに所属。

## 逸話
- 女性キャラクターを演じるにあたっては、衣裳を着れば気持ちが入ってくるといい、特別に女性の仕草を研究するなどはしていない[1]。
- 『五星戦隊ダイレンジャー』の撮影当時、スタッフの中でも年齢が近かったため酒井寿と柴田翔平と撮影現場でよく遊び、二人の両親に了解をとってアパートに泊めた際、彼らと銭湯に行ったり、ゲームをやっている姿などを見て、「やっぱり子供だな」と思ったという[8]。
- 『カーレンジャー』でピンクレーサー役に選ばれた際には、太っていたためダイエットに苦労した[9]。本人は、どうせ怪獣役ばかりだから、と体型維持に特段注意を払っていなかったので、突然の抜擢に慌てたという。中川を指名した山岡淳二アクション監督に「たまには太ったピンクがいてもいい」と冗談めかして言われたが、飲みの誘いを断り、竹内康博と一緒にトレーニングするなどして減量した[10][出典無効]。
- 『獣電戦隊キョウリュウジャー』では小柄な体躯であることから獣電竜ガブティラのスーツアクターに選ばれた[11]。スーツは制作段階から中川が調整に立ち会い、フィットするように何度も作りなおされたため、特撮監督の佛田洋は中川にしか扱えないと評している[11]。中川の参加を聞いたJAE社長の金田治は、中川のためにJAEから付き人を出している[11]。

## 出演作品

### テレビドラマ
- 武蔵 MUSASHI（2003年、NHK） - 徳川方雑兵 役
- サラリーマン金太郎 第2シリーズ（2010年、テレビ朝日）
- 塀の中の中学校（2010年、TBS）

### 特撮テレビドラマ
- 仮面ライダーシリーズ
  - 仮面ライダーBLACK RX（1988年 - 1989年、毎日放送）
  - 仮面ライダークウガ（2000年 - 2001年、テレビ朝日）[12]
  - 仮面ライダーアギト（2001年 - 2002年、テレビ朝日）[12]
  - 仮面ライダー剣（2004年 - 2005年、テレビ朝日）[12]
  - 仮面ライダー響鬼（2005年 - 2006年、テレビ朝日）[12]
  - 仮面ライダーキバ（2008年 - 2009年、テレビ朝日） - 再生ファンガイア[13]、ドッガ（最終話）[13]
  - 仮面ライダーディケイド（2009年、テレビ朝日）
  - 仮面ライダーW（2009年 - 2010年、テレビ朝日）
  - 仮面ライダーウィザード 第18話・第19話（2013年、テレビ朝日） - ダイバー 役
- スーパー戦隊シリーズ（テレビ朝日）
  - 高速戦隊ターボレンジャー（1989年 - 1990年） - ウーラー兵[14]
  - 地球戦隊ファイブマン（1990年 - 1991年） - バツラー兵[15]、銀河戦隊ギンガマン[15]、エイリアン[15]
  - 鳥人戦隊ジェットマン（1991年 - 1992年） - グリナム兵[16]
  - 恐竜戦隊ジュウレンジャー（1992年 - 1993年） - ゴーレム兵[17]
  - 五星戦隊ダイレンジャー（1993年 - 1994年） - 電話先生[18]、コットポトロ[19]
  - 忍者戦隊カクレンジャー（1994年 - 1995年） - ホワイトカーク[20]、花のくノ一組[20]
  - 超力戦隊オーレンジャー（1995年 - 1996年） - 執事アチャ[21]、マシン獣[9]
  - 激走戦隊カーレンジャー（1996年 - 1997年） - ピンクレーサー[1][18]、レスキューファイター[22]、サイレンダー[22]、JJジェットン[22]
  - 電磁戦隊メガレンジャー（1997年 - 1998年） - 戦闘員クネクネ[23]、怪人[23]、今村みく（東山麻美）吹き替え[23]、メガブルー（分身体）[24]
  - 星獣戦隊ギンガマン（1998年 - 1999年） - ギンガピンク[1][18]、ヤートット[25]
  - 救急戦隊ゴーゴーファイブ（1999年 - 2000年） - ゴーピンク[18]
  - 未来戦隊タイムレンジャー（2000年 - 2001年） - タイムピンク[18][26]
  - 百獣戦隊ガオレンジャー（2001年 - 2002年） - デュークオルグ・ヤバイバ[27]、航空自衛隊教官（顔出し）
  - 忍風戦隊ハリケンジャー（2002年 - 2003年） - ハリケンブルー（第1・2話）[28]
  - 爆竜戦隊アバレンジャー（2003年 - 2004年） - バーミア兵[29]
  - 特捜戦隊デカレンジャー（2004年 - 2005年） - デカイエロー（代役）[30]、アーナロイド[31]
  - 魔法戦隊マジレンジャー（2005年 - 2006年） - 冥府兵ゾビル[32]、冥獣[32]、冥府神スフィンクス[32]、冥府神ゴーゴン（代役）[32]
  - 轟轟戦隊ボウケンジャー（2006年 - 2007年） - ボウケンピンク[18]、カース[33]
  - 獣拳戦隊ゲキレンジャー（2007年 - 2008年）- 幻獣ピクシー拳ヒソ
  - 炎神戦隊ゴーオンジャー（2008年 - 2009年） - 巡査（顔出し、第4話）、蛮機獣、危官房長官チラカソーネ[34]
  - 侍戦隊シンケンジャー（2009年 - 2010年） - アヤカシ[34]（モチベトリ[35]、スナススリ[36]）、黒子[37]
  - 天装戦隊ゴセイジャー（2010年 - 2011年） - エージェントのメタルA[38]、ダークヘッダー[39]
  - 海賊戦隊ゴーカイジャー（2011年 - 2012年） - ボウケンピンク[40]、救急隊長（顔出し、第23話）
  - 獣電戦隊キョウリュウジャー（2013年 - 2014年） - ガブティラ[41]
- メタルヒーローシリーズ（テレビ朝日）
  - 機動刑事ジバン（1989年 - 1990年）
  - 特救指令ソルブレイン（1991年 - 1992年）
  - 特捜エクシードラフト（1992年 - 1993年）
  - 特捜ロボ ジャンパーソン（1993年 - 1994年） - 吹き替えスタント
  - ブルースワット（1994年 - 1995年） - レジスタンス 役
- パワーレンジャー（1994年、Fox Kids）※日本追加撮影部分[20]

### 映画
- ラスト サムライ（2003年、ワーナー・ブラザース）
- SHINOBI（2005年、松竹）
- 仮面ライダーシリーズ（東映）
  - 仮面ライダーZO（1993年）[12]
  - 劇場版 仮面ライダー剣 MISSING ACE（2004年）[42]※ノンクレジット
  - 劇場版 仮面ライダー響鬼と7人の戦鬼（2005年）
- ゴジラシリーズ（東宝）
  - ゴジラ×モスラ×メカゴジラ 東京SOS（2003年） - 3式機龍（メカゴジラ）[出典 3]
  - ゴジラ FINAL WARS（2004年） - キングシーサー[出典 3]、モンスターX、カイザーギドラ[出典 3]
- スーパー戦隊シリーズ（東映）
  - 劇場版 忍者戦隊カクレンジャー（1994年）
  - 劇場版 超力戦隊オーレンジャー（1995年）
  - 劇場版 百獣戦隊ガオレンジャー 火の山、吼える（2001年） - ポセイドンオルグ[43]
  - 魔法戦隊マジレンジャー THE MOVIE インフェルシアの花嫁（2005年）
  - 轟轟戦隊ボウケンジャー THE MOVIE 最強のプレシャス（2006年）
  - 電影版 獣拳戦隊ゲキレンジャー ネイネイ!ホウホウ!香港大決戦（2007年）
  - 炎神戦隊ゴーオンジャー BUNBUN!BANBAN!劇場BANG!!（2008年）
  - 劇場版 炎神戦隊ゴーオンジャーVSゲキレンジャー（2009年）
  - 侍戦隊シンケンジャー 銀幕版 天下分け目の戦（2009年） - クサレナナシ連中[44]
  - 侍戦隊シンケンジャーVSゴーオンジャー 銀幕BANG!!（2010年）
  - 天装戦隊ゴセイジャー エピックON THEムービー（2010年）
  - 天装戦隊ゴセイジャーVSシンケンジャー エピックon銀幕（2011年）
  - ゴーカイジャー ゴセイジャー スーパー戦隊199ヒーロー大決戦（2011年） - ダイヤジャック[45]、ボウケンピンク[46]、メレ[47]
  - 海賊戦隊ゴーカイジャー THE MOVIE 空飛ぶ幽霊船（2011年）
  - 劇場版 獣電戦隊キョウリュウジャー ガブリンチョ・オブ・ミュージック（2013年）
  - 獣電戦隊キョウリュウジャーVSゴーバスターズ 恐竜大決戦! さらば永遠の友よ（2014年）

### Vシネマ
- スーパー戦隊シリーズ（東映）
  - 超力戦隊オーレンジャー オーレVSカクレンジャー（1995年）
  - 激走戦隊カーレンジャーVSオーレンジャー（1996年）
  - 電磁戦隊メガレンジャーVSカーレンジャー（1997年）
  - 星獣戦隊ギンガマンVSメガレンジャー（1998年）
  - 救急戦隊ゴーゴーファイブ 激突!新たなる超戦士（1999年）
  - 救急戦隊ゴーゴーファイブVSギンガマン（2000年）
  - 未来戦隊タイムレンジャーVSゴーゴーファイブ（2001年）
  - 百獣戦隊ガオレンジャーVSスーパー戦隊（2001年） - メガピンク[48]
  - 忍風戦隊ハリケンジャーVSガオレンジャー（2003年）
  - 魔法戦隊マジレンジャーVSデカレンジャー（2006年）
  - 轟轟戦隊ボウケンジャーVSスーパー戦隊（2007年）
  - 獣拳戦隊ゲキレンジャーVSボウケンジャー（2008年）
  - 帰ってきた侍戦隊シンケンジャー 特別幕（2010年）
- 仮面ライダーシリーズ
  - 仮面ライダーW RETURNS 仮面ライダーエターナル（2011年、東映）

### 舞台
- 後楽園ゆうえんち野外劇場 「スーパー戦隊シリーズヒーローショー」多数出演
- 劇団☆新感線『髑髏城の七人』（2004年10月6日 - 28日、日生劇場） - アオドクロ 役
- Endless SHOCK
- MOONSAGA-義経秘伝
- アクトリーグ（2007年 - ）チーム「ミラクルアクトスターズ」に所属
- Ask「どんでん」（2012年1月18日 - 22日、シアターサンモール）

### CM
- ロッテ アーモンドチョコレート「修行」篇